# Клімкі (Вармінсько-Мазурське воєводство)
Клімкі (пол. Klimki, нім. Klimken) — село в Польщі, у гміні Венґожево Венґожевського повіту Вармінсько-Мазурського воєводства.
Населення — 188 осіб (2011).
У 1975-1998 роках село належало до Сувальського воєводства.

## Демографія
Демографічна структура станом на 31 березня 2011 року:
|          | Загалом | Допрацездатний вік | Працездатний вік | Постпрацездатний вік |
| -------- | ------- | ------------------ | ---------------- | -------------------- |
| Чоловіки | 94      | 12                 | 72               | 10                   |
| Жінки    | 94      | 16                 | 50               | 28                   |
| Разом    | 188     | 28                 | 122              | 38                   |